# カンボジアの鉄道駅一覧
カンボジアの鉄道駅一覧は、カンボジアの鉄道駅の一覧である。
北線 (Northern line)
- プノンペン
- プルサト [1]
- モンルセイ
- バタンバン [2]
- セレイ・サオポアン [3]
- ポイペト

南線 (Southern line)
- プノンペン
- タケオ [4]
- Kep [5]
- カンポット [6]
- シアヌークビル [7]